# Kinzica dei Sismondi

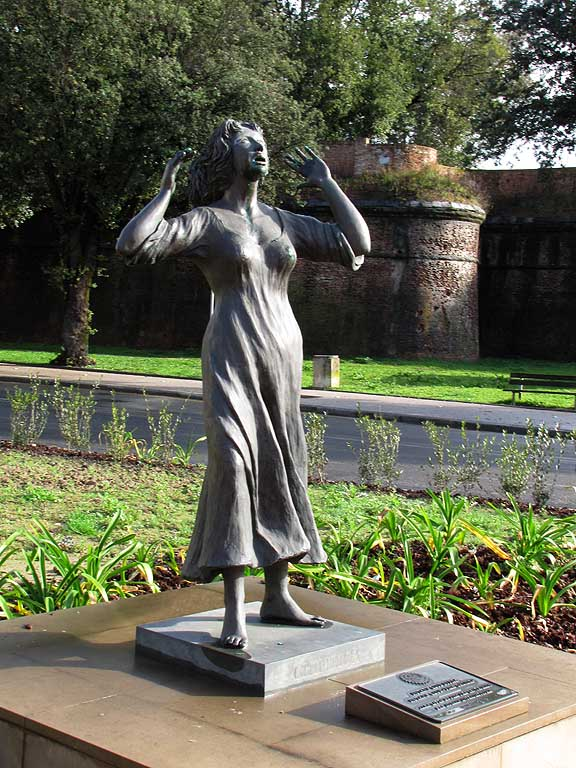
Kinzica-Denkmal in Pisa, 2005

Kinzica dei Sismondi (Vorname auch Chinsica, Chinzica, Cinzica, Nachname auch Gismondi, de’ Sismondi) war der Sage nach eine Edelfrau, die 1005 während eines Angriffs der Sarazenen die Stadt Pisa gerettet haben soll. 

## Sage

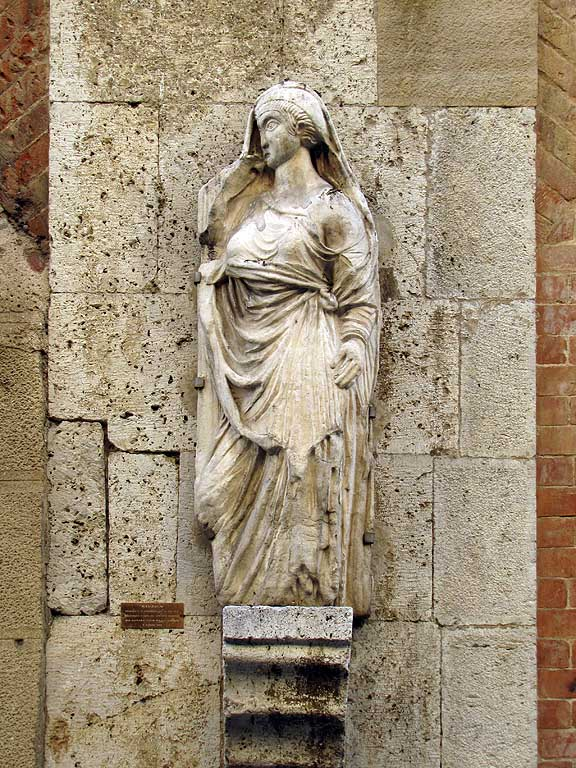
Die angebliche Kinzica-Statue an der „Casa Tizzoni“, Via San Martino, in Pisa

Kinzica wird in keiner mittelalterlichen Quelle erwähnt. Als erster dokumentierte Raffaello Roncioni (1553–1618) die Sage in seinen Istorie pisane („Pisaner Geschichten“) im 17. Jahrhundert. Seiner Version nach ereignete sich folgendes:
Im Jahr 1005 zogen die Bürger Pisas auf Geheiß des Papstes in den Krieg und ließen die Stadt weitgehend unbewacht zurück. Der sarazenische Herrscher Mudschahid al-Amiri („Musetto“), der auf Rache für eine frühere Niederlage sann, nutzte die Gelegenheit umgehend und begab sich heimlich mit einer gewaltigen Flotte nach Pisa. Im Schutz der Nacht griff er den Stadtteil, der später Kinzica hieß, an, und ließ seine Mannen plündern und Feuer legen. Die Sarazenen riefen dabei wild: „Chinsica, chinsica!“, was auf Arabisch „Es brennt, es brennt!“ bedeuten soll. Die übrige Bevölkerung schlief tief und fest und bemerkte nichts vom Überfall. Nur die Edelfrau „Chinsica Gismondi“ erwachte beim Lärm und wusste zunächst nicht, was sie tun sollte. Da sie aber einsah, dass jedes Zögern die Gefahr noch steigerte, rannte sie mit zerzausten Haaren durchs Dunkel zum „Parlascio“, wo die Konsuln und Magistraten der Republik Pisa wohnten, rief sie allesamt wach und berichtete unter Tränen vom Angriff. Die Konsuln ließen sogleich Sturm läuten, und die verbliebenen Pisaner vertrieben die Eindringlinge. Mudschahid floh und kehrte nicht wieder zurück. Am nächsten Morgen benannten die Konsuln den angegriffenen Stadtteil zum ewigen Gedenken an die hochherzige Frau in „Chinsica“ um. Außerdem errichteten sie ihr eine Marmorstatue.

## Historizität
Die Kinzica-Sage gilt in der modernen Literatur als rein fiktiv. Lodovico Antonio Muratori erklärte sie bereits in den 1740er Jahren für unglaubwürdig („Es finden sich einige widersprechende Sachen in dieser Erzählung, und ich, für meine Person, halte sie zum Teil für fabelhaft.“) Sie diente der Ätiologie einer bis heute existierenden Frauenstatue an der „Casa Tizzoni“ und des mittelalterlichen Quartiernamens Kinzica.
Gegen die Historizität sprechen unter anderem folgende Punkte:
- Bei der angeblichen Kinzica-Statue handelt es sich um eine Victoria, Muse oder Matrona aus der Spätantike, die vermutlich von einem Sarkophag stammt.[1][4]
- Die Pisaner kämpften zu Beginn des 11. Jahrhunderts tatsächlich gegen die Sarazenen. Mudschahid eroberte Sardinien jedoch erst 1015, worauf Papst Benedikt VIII. Pisa und Genua zu einem gemeinsamen Vorgehen gewann. Die vereinte Flotte eroberte 1016 ihrerseits die Insel.[5]
- Im frühen 11. Jahrhundert verfügte Pisa noch über kein modernes Staatswesen mit Konsuln und Magistraten.[1]
- Der Name des mittelalterlichen Quartiers Kinzica ist bereits Ende des 10. Jahrhunderts belegt.[1] Die Etymologie ist umstritten. Vielleicht stammt er über sarazenische Kaufleute aus dem Arabischen. Giovanni Lami vermutete hingegen eine griechische Herkunft, während jüngere Studien auch eine langobardische Herkunft erwägen.[6]

## Rezeption

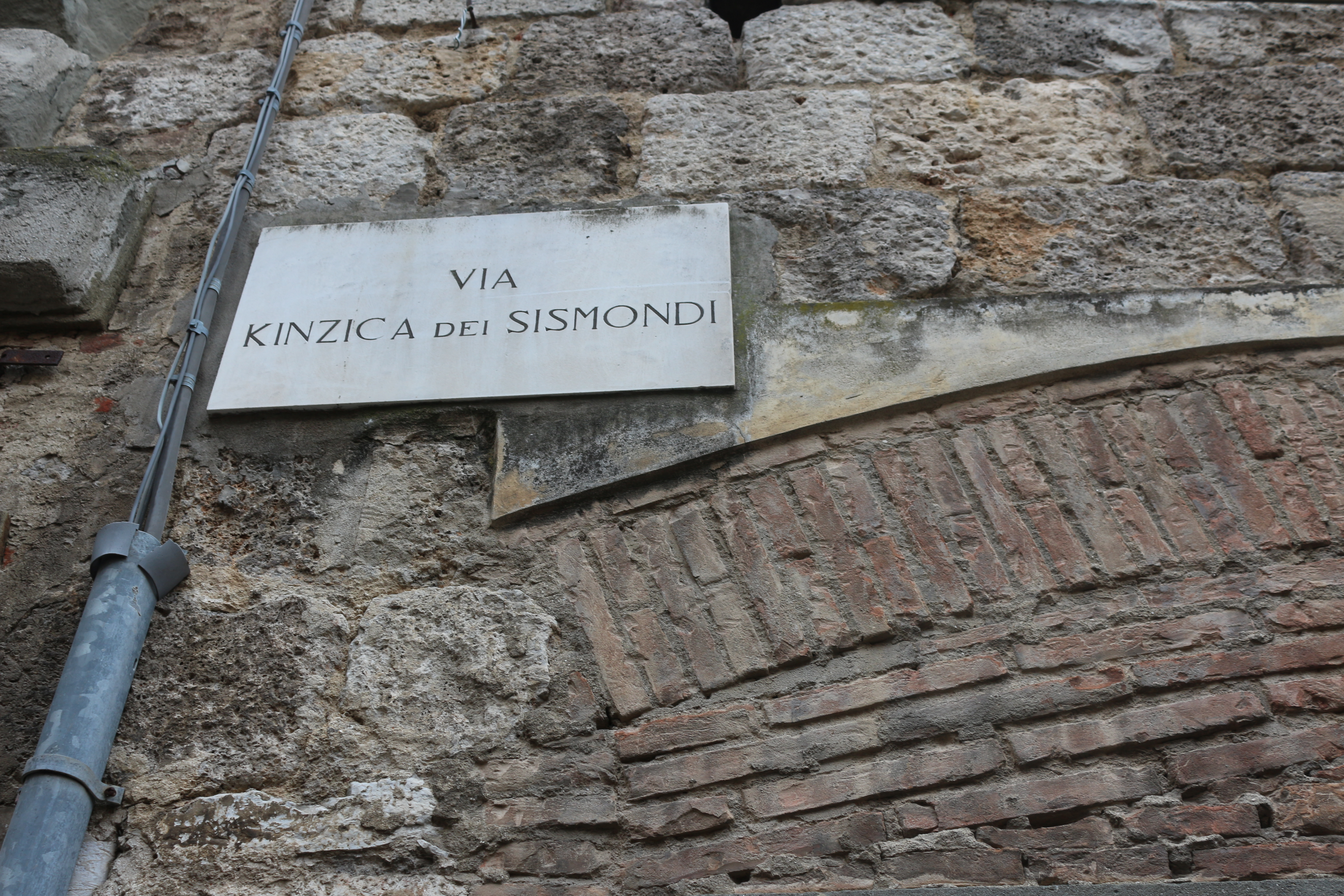
Straßenschild in Pisa

In Pisa ist, unweit der angeblichen Kinzica-Statue an der Via San Martino, eine etwa 3 Meter breite Gasse nach Kinzica benannt (Via Kinzica dei Sismondi).
2005 wurde auf der Piazza Francesco Domenico Guerrazzi in Pisa ein Denkmal zu Kinzicas Ehren eingeweiht. Die Bronzestatue ist ein Werk von Angelo Ciucci.